# رواية شطارية
| أدب إسباني |
| --- |
| |
| أدب ألفونسو العاشر أدب العصور الوسطى الترجمات في العصر الذهبي الإسباني أدب عصر النهضة رواية فروسية رواية شطارية رواية بيزنطية ميغيل دي ثيربانتس أدب الباروك أدب عصر التنوير أدب الرومانسية أدب الواقعية أدب الحداثة الأولترايسمو جيل 98 جيل 1914 جيل 27 جيل الخمسينات رواية اجتماعية إسبانية ما بعد الحرب |
| انظر أيضًا |
| نقد أدبي • الانطباعية • رومانسية المدرسة الإبداعية • النقد أدب بورتوريكو • البوم الأمريكي اللاتيني البرناسي • واقعية أدبية • طبعانية الرومانسية الجديدة • العبثية في الأدب • باروكية • واقعية سحرية حداثة • كلاسيكية • سريالية • رمزية                                                                    |

الرواية الشُطّارية أو التَّشَرُّدِيَّة أو البيكارسكية (بالإسبانية: Novela picaresca) والمعروفة كذلك بالرواية الصّعلوكية، هو جنس أدبي نثري تميز به الأدب الأسباني حيث نشأ في القرن السادس عشر بإسبانيا وازدهر في جميع أنحاء أوروبا الغربية في القرنين السابع عشر والثامن عشر، ولا زال يؤثر في الأدب الحديث.
يروي عادات وتقاليد الطبقات الدنيا في المجتمع ومغامرات الشطار ومحنهم ومخاطراتهم. لذا غالبا ما يكتب بصياغة سيرية روائية واقعية، سواء بضمير المتكلم أم بضمير الغائب؛ لذا تسمى أيضا برواية السيرة الذاتية التَّشَرُّدِيَّة التي تؤكد مدى اعتماد الرواية على تصوير البعد الذاتي وتجسيد تقاطعه مع البعد الموضوعي. وتتخذ هذه الرواية صيغة هجائية وانتقادية لأعراف المجتمع وقيمه، التي تصفها أحياناً بالزائفة المنحطة بطريقة تهكمية ساخرة، منددة بالاستبداد والظلم والفقر.

## التأثيل
ظهرت لفظة بيكاريسكا (بالإسبانية: picaresca) في نهاية الربع الأول من القرن السادس عشر، قبيل ظهور الرواية الشطارية الأولى في الأدب الإسباني للروائي المجهول حياة لاثاريو دي طورميس وحظوظه ومحنه (بالإسبانية: La vida de Lazarillo de Tormes y sus fortunas y adversidades).

تشكل هذا الجنس الأدبي في إسبانيا لأول مرة. ثم، انتقل بعد ذلك إلى فرنسا وألمانيا وإنجلترا وأمريكا. وتعني هذه الرواية ذلك المتن السردي الذي يرصد حياة البيكارو أو الشطاري المهمش؛ لذلك تنسب هذه الرواية إلى بطلها بيكارو Picaro الشاطر أو المغامر الذي يقول عنه قاموس الأكاديمية الإسبانية: " 
". وتعتقد الأكاديمية الإسبانية أن لفظة Picaro مشتقة من فعل Picar في معناه الشعبي المجازي، وهو الارتحال والصيد واللسع.
أما في اللغة الفرنسية فتستعمل picaresque في الأعمال التي تصف الفقراء والمعوزين والمعدمين والصعالكة والمتسولين والأنذال أو قيم المتشردين والمحتالين واللصوص في القرون الوسطى.

### الترجمة العربية
أطلقت على الرواية التَّشَرُّدِيَّة في الحقل العربي الحديث عدة مفاهيم ومصطلحات وتسميات. فهناك من يفضل الاحتفاظ بنفس المصطلح الغربي لنجاعته ودقته دلالته الوضعية والاصطلاحية، وهناك من يختار مصطلح الشطار كما هو الشأن لدى محمد شكري، ومحمد غنيمي هلال وإسماعيل عثماني. وهناك من يستعمل مصطلح الرواية الاحتيالية مثل علي الراعي، وهناك من يطلق عليها الأدب التشردي أو أدب الصعلكة أو أدب الكدية أو أدب المهمشين عند الأديب والباحث التونسي محمد طرشونة.

## تاريخ

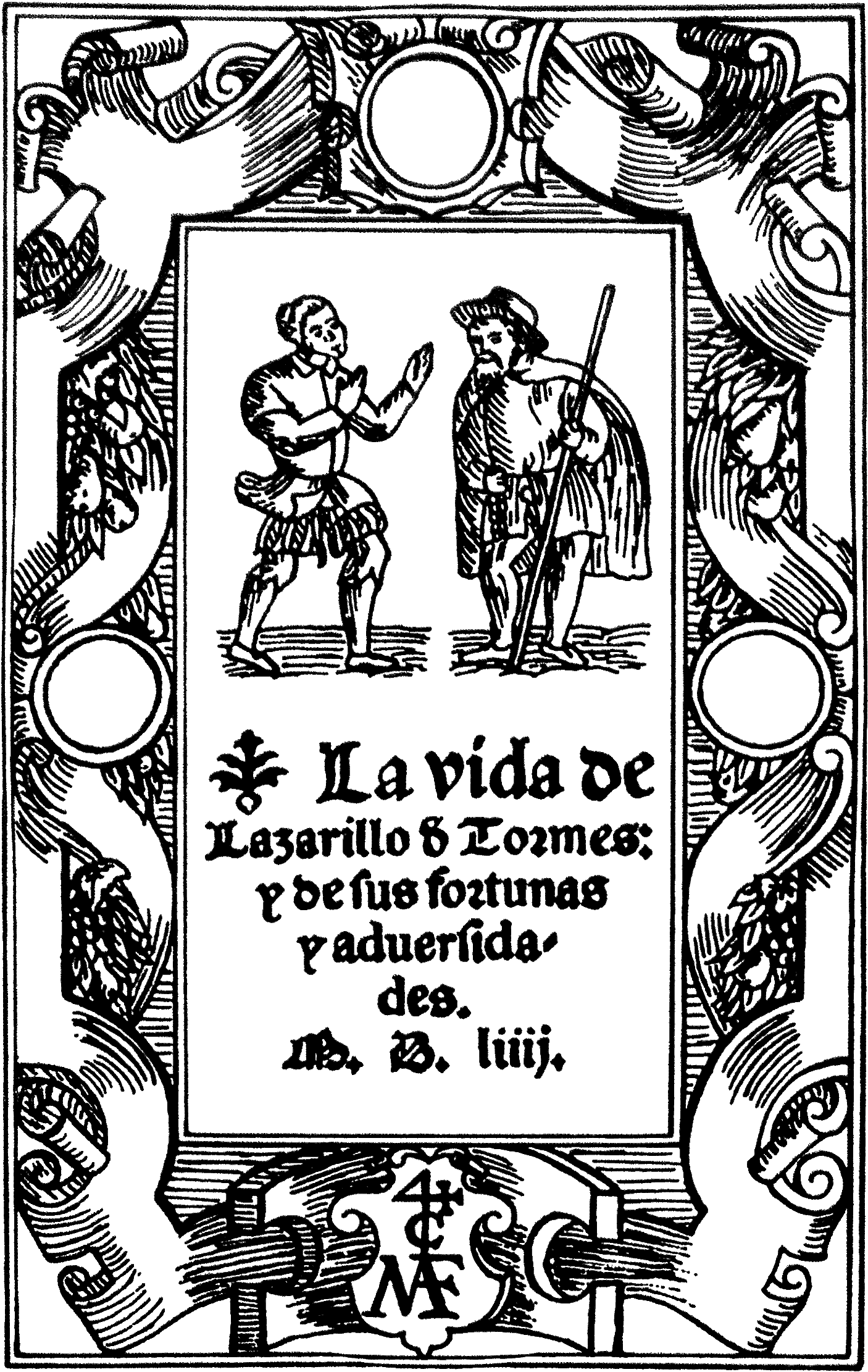
غلاف إحدى طبعات 1554 لرواية لاثاريو دي تورميس

ازدهرت الرواية التَّشَرُّدِيَّة في أوروبا الغربية في القرنين السادس والسابع عشر بشكل خاص في إسبانيا. ويعرف القرن السادس عشر في إسبانيا بالعصر الذهبي، حيث عرف نشاطا ثقافياً واسعا. أما على الصعيدين السياسي والاجتماعي، فإن الطبقتين الحاكمة والوسطى كانتا تتمتعان بعيش رغيد على حساب الطبقة الكادحة التي كانت تعاني من قساوة الحياة وقمع السلطة. وأدبياً، كان يطغى على الكتابات الشعرية والنثرية والمسرحية طابع الرسمية حيث قامت الكنيسة بدور الرقيب واتخذت إجراءات صارمة ضد كل من انحرف عن القانون الكنسي. وعندما ظهرت حياة لاثاريو دي تورميس كان ذوق القراء في إسبانيا مطبوعا على كتابات الرواية الرعوية والرواية التاريخية - الموريسكية وروايات الفروسية والملاحم. ولما كانت حياة لاثاريو دي تورميس تروي قصة فريدة وواقعية لبطل يختلف جذريا عن أبطال الروايات الآنفة الذكر استرعى ذلك انتباه القراء الإسبان على اختلاف انتماءاتهم الطبقية والسياسية.
ولم تعد الرواية الصّعالِكِيّة رواية مثالية مجردة كروايات الرعاة والفروسية كدون كيشوت لسيرفانتس مثلا، بل أصبحت روايات واقعية قوامها الانتقاد والسخرية والتمرد على ما هو رسمي.
ويعني هذا أن الأدب البيكارسكي في أوروبا ظهر كرد فعل على طغيان قصص الفروسية والرعاة كما هو مبثوث في قصة أماديس دي جولا الإسبانية، وقصة سجن الحب (بالإسبانية: La carcel de amor) للكاتب الإسباني دييغو سان بيدرو.

### انتشاره في باقي أوروبا
انتقل هذا الجنس من القصص إلى الأدب الإسباني والإنجليزي والألماني، ثم إلى الأدب الفرنسي على يد أونوريه دورفيه (بالفرنسية: Honoré d’Urfé) في قصته المسماة أستريه Astré وموت الحب لتيوفيل جوتيه.

كما تأثر به الروائي الفرنسي شارل سورل صاحب قصة فرانسيون التي نشرها في باريس عام 1622م. وقصة فرانسيون هجاء
.
تعتبر الرواية الإسبانية بكل جدارة مهداً للرواية التَّشَرُّدِيَّة نظرا للظروف المتردية التي عاشتها إسبانيا على المستوى الاجتماعي كالفقر والبؤس والتفاوت الطبقي، والاقتصادي والسياسي والثقافي التي كانت إفرازا حقيقيا لأدب المهمشين والشطار والمنبوذين. ونظرا لأثرها الكبير في انبثاق الرواية الغربية التَّشَرُّدِيَّة وتشكيلها صياغة ودلالة.

### تأثرها بالأدب العربي القديم
تأثر الأدب البيكارسكي في إسبانيا بالفن الشعبي العربي بالأندلس، ولا سيما ظهور طبقة اجتماعية من الشطار العرب المسلمين المهمشين المشردين الذين آثروا حياة الصعلكة والبطالة والتمرد عن قوانين المجتمع والسلطة، وكانوا يعيشون على حافة المجتمع بسبب سقوط الأندلس وإنشاء محاكم التفتيش.

 
كان هؤلاء الصعاليك المحتالون المرحون يسمون في الثقافة الإسبانية بالمورو. وتحضر صور هؤلاء كثيرا في الرواية الشطارية الإسبانية، إذ يقول محمد أنقار: 
على الرغم من أن الظاهرة الموريسكية لم تكن قد تلاشت نهائيا خلال تلك الفترة إلى أن هذا النوع من الرواية عرف ضآلة في صورة المورو. خصوصاً في رواية «لاثاريو» وتاريخ حياة البوسكون لدي كيفيدو.
وتعتبر رواية لاثاريو دي تورميس نموذجا شطاريا في إدانة المسلم وتصوير وضعيته الرديئة حتى لدى الأوساط الدنيا، لكي يعلم الناس أن المورو لايؤدب إلا بعقابه وتوبيخه وصده عن غيه".
في الأدب المقارن انقسم الباحثون حول مسألة تأثر الرواية الصّعالِكِيّة الإسبانية بالمقامات، فهناك فريق ينكر هذا التأثير وفريق آخر يؤكده ويثبته. فشخصية المحتال المذكورة في المقامات، ربما كان أقوى أثر مفرد تركه العرب في الأدب الغربي، فعن طريق محتال المقامة قام الأدب الاحتيالي في إسبانيا وامتد من ثم إلى فرنسا وألمانيا وإنجلترا.

## شخصية البيكارو
البيكارو، باعتباره بطل الرواية الصّعالِكِيّة، لا يبالي كثيرا بالقيم ومسائل الأخلاق ما دام الواقع الذي يعيش فيه منحطا وزائفا في قيمه، يسوده النفاق والظلم والاستبداد والاحتيال حتى من قبل الشرفاء والقساوسة والنبلاء ومدعي الإيمان والكرم والثراء. همه الكبير هو البحث عن لقمة العيش، لذلك فهو في حياته مزدوج الشخصية، جاد في أقواله ونصائحه ومعتقداته، وذكي يتكلم بالنصائح، ويتفوه بإيمان العقيدة، ولكنه في نفس الوقت، يسخر من قيم المجتمع وعاداته وأعرافه المبنية على النفاق والهراء. برفض اتخاذ عمل منتظم لرزقه، بل يتسكع في الشوارع ويتصعلك بطريقة عبثية، يقتنص فرص الاحتيال والحب والغرام، منتقلا من شغل إلى آخر كصعلوك مدقع يرفضه القانون وسنة الحياة والعمل، يفضل الارتحال والكسل والبطالة. وعلى الرغم من كل هذا، يحصل على المال لا باغتصابه، بل بالحيل والذكاء واستعمال المقدرة اللغوية والحيل والمراوغة وفصاحة اللسان وبلاغة البيان والأدب. ويجعل الناس يقبلون عليه بسلوكياته ومواقفه ويرغبون في مصاحبته ومعاشرته إشفاقا عليه وعطفا واستطرافا.

## مؤلفات بيكارسكية
- حياة لاثاريو دي طورميس وحظوظه ومحنه، مجهول.
- تاريخ حياة البوسكون، فرانسيسكو دي كيفيدو.

### عربية حديثة
- المرأة والوردة، محمد زفزاف.
- الخبز الحافي، محمد شكري.

## وصلات خارجية
- الرواية التَّشَرُّدِيَّة أو الشطارية / تقديم الدكتور جميل حمداوي لترجمة لاثريو دي طورميس